# أكاديمية رويالمونت
أكاديمية رويالمونت (بالإنجليزية: Royalmont Academy)‏ هي مدرسة كاثوليكية خاصة من PK-12 تقع في مايسن (أوهايو)، الولايات المتحدة. تقع المدرسة غير الأبرشية داخل أبرشية سينسيناتي. تنقسم الأكاديمية إلى مدرسة تمهيدية لمدة نصف يوم ويوم كامل، وقسم من روضة الأطفال إلى الصف الثامن، ومدرسة رويالمونت الكلاسيكية الإعدادية الثانوية. اعتبارًا من 2017، تم تسجيل 106 طالبًا في أكاديمية رويالمونت، من بينهم 50 طالبًا في قسم المدرسة الثانوية، بالإضافة إلى 17 طالبًا في مرحلة ما قبل المدرسة.

## تاريخ
تأسست أكاديمية رويالمونت في حي أوكلي في سينسيناتي في عام 1996. انتقلت المدرسة إلى شارع تشورش في مدينة مايسون في عام 1998، ثم إلى شارع ويسترن رو في عام 2002. في 28 يوليو 2012، انتقلت المدرسة إلى موقعها الحالي في مدرسة مايسون هايتس الابتدائية السابقة. اشترت الأكاديمية الحرم الجامعي من مدرسة مدينة مايسون في 17 يوليو 2014، مقابل مليون دولار. في ذلك العام، أضافت الأكاديمية قسمًا للمدرسة الثانوية الإعدادية للجامعة، وهي أول مدرسة ثانوية كاثوليكية تفتح في المنطقة منذ افتتاح مدرسة ستيفن بادين الثانوية في عام 1966.